# Hunkpapa
Hunkpapa ali Húŋkpapȟa (prej pogosto prevajano kot Honkpapa) so severnoameriško pleme Indijancev Amerike in pripadajo plemenu Lakota. Ime Hunkpapa se nanaša na krog tabora in pomeni pri vhodu ali na čelu kroga, ker je pleme tradicionalno imelo svoje mesto pri vhodu v krog tabora.
Lakota so pleme plemenske zveze Sedem ognjev ali Sujev, jezikovne skupine Siouan.  
Plemensko zvezo Sedem Ognjev ali Sujev tvorijo še štiri plemena vzhodnih Dakot Mdewakanton, Sisseton, Wahpekute in Wahpeton ter dve plemeni zahodnih Dakot Yanktonai in Yankton.
Lakote so se delili nadalje na tri regionalne skupine in sedem podplemen:
1. Severne Lakote
- Hunkpapa[1][2]
- Sihasapa (Blackfeet, ne smejo se zamenjevati s sovražnimi algonkinsko govorečimi Blackfoot)[3]

2. Srednje Lakote
- Minneconjou
- Sans Arc (Itazipco)
- Two Kettles (Oohenonpa ) (nekoč del skupine Wanhin Wega Band iz Minneconjou skupine, neodvisna od okoli leta 1840)[5]

3. Južne Lakote
- Oglala
- Brule (Sicangu)[6]

## Skupine ali Thiyóšpaye Hunkpapa
Hunkpapa so bili razdeljeni na dve podplemeni ali plemenski skupini, ki sta bili sestavljeni iz več skupin (Thiyóšpaye, slovensko skupine), te pa so bile sestavljene iz več tiwahe (slovensko taborov ali družinskih krogov):
- Icira (‘Skupina, ki se je ločila in spet združila’)
  - Tinazipe Sica (‘Slabi loki’), pomembni tiwahe in njihovi voditelji: Sedeči bik, Štirje rogovi, Črna luna.
  - Talonapin ('Ogrlica iz surovega mesa'), vodja glavne tiwahe: Veliki prerijski piščanec, Napadajoči grom, Bik s pegastim rogom, Kralj vran, Razpršeni medved, Dolgi pes, Železni pes, Žolč (poglavar)
  - Kiglaska ('Zvezan na sredini'), voditelji glavne tiwahe: Brez vratu, Ujemi medveda.
  - Ceknake Okisela ('Pol hlačnic'), voditelji glavne tiwahe: Mali prerijski piščanec.
  - Siksicela ('Slabi'), voditelji glavne tiwahe: neznan.
- Canka Ohan ('Boleči hrbti konj')
  - Canka Ohan, voditelji glavne tiwahe: Bežeča antilopa, Križajoči medved.
  - Ce Ohba ('Povešen penis'), voditelji najpomembnejše tiwahe: Mali medved, Dolgi vojak, Medvedja rebra I in II, Medvedji obraz, Železni rog, Dež na obrazu.
  - Wakan ('Sveti'), vodja najpomembnejšega tiwaheja: Dolgi rog.
  - Hunska Canto-Juha ('Vrečka za tobak'), voditelji najpomembnejšega tiwaheja: neznan.

Plemenski skupini sta očitno razvili različna politična stališča do Američanov. Plemenska skupina Icira, ki je živela dlje na zahodu, je nasprotovala širitvi ameriške meje in kasneje prevzela vodstvo v tako imenovani veliki siouški vojni med letoma 1876 in 1877. Plemenska skupina Canka Ohan, katere lovišča so ležala dlje na vzhodu ob reki Missouri, pa je zavzela bistveno mirnejše stališče, njihovi Thiyóšpaye pa so bili prvi Hunkpapa, ki so se naselili v agenciji Standing Rock. Po letu 1881, ko so se Hunkpapa in drugi Lakoti vrnili iz Kanade pod vodstvom Sedečega Bika, so Icira skupaj s svojimi sorodniki, plemensko skupino Canka Ohan, našli stalni dom v rezervatu Standing Rock kot pleme Hunkpapa.
Glej tudi:
- Suji
- Dakota
- Yankton
- Yanktonai
- Sisseton
- Wahpekute
- Wahpeton
- Mdewakanton